# Cyborg
En cyborg (cybernetic organism, 'kybernetisk organisme') er en blanding af et menneske og en maskine. Selvom at kybernetik eksisterer i virkeligheden, er det mest kendt fra film og science fiction-universet.